# Abierto Mexicano Telcel 2008
Abierto Mexicano Telcel 2008 — тенісний турнір, що проходив на відкритих кортах з ґрунтовим покриттям Fairmont Acapulco Princess в Акапулько (Мексика). Це був 15-й за ліком Abierto Mexicano TELCEL серед чоловіків і 8-й - серед жінок. Належав до серії International Gold в рамках Туру ATP 2008, а також до серії Tier III в рамках Туру WTA 2008. Тривав з 25 лютого до 2 березня 2008 року.

## Фінальна частина

### Одиночний розряд, чоловіки
Ніколас Альмагро —  Давід Налбандян, 6–1, 7–6(7–1)
- Для Альмагро це був 2-й титул за сезон і 4-й - за кар'єру.

### Одиночний розряд, жінки
Флавія Пеннетта  —  Алізе Корне, 6–0, 4–6, 6–1
- Для Пеннетти це був 2-й титул за сезон і 6-й - за кар'єру. Це була її друга перемога на цьому турнірі.

### Парний розряд, чоловіки
Олівер Марах /  Міхал Мертиняк —   Агустін Кальєрі /  Луїс Орна, 6–2, 6–7(3–7), [10–7]

### Парний розряд, жінки
Нурія Льягостера Вівес /  Марія Хосе Мартінес Санчес —  Івета Бенешова /  Петра Цетковська, 6–2, 6–4